# Institut national des sciences et techniques de la mer

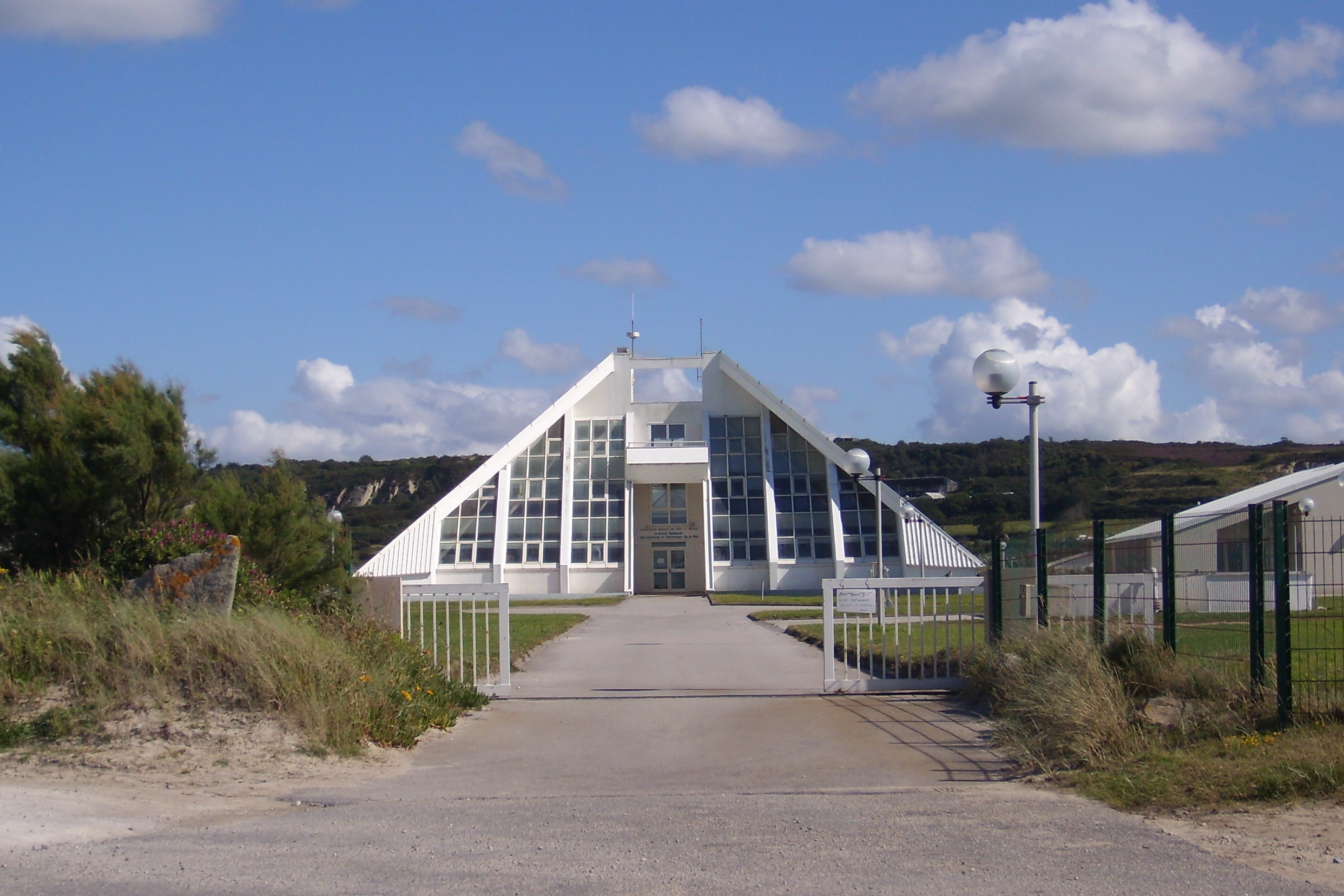
Bâtiment d'Intechmer, plage de Collignon, Tourlaville

L'Institut national des sciences et techniques de la mer (INTECHMER) est un organisme français de formation et de recherche fondamentale et appliquée en sciences marines, fondé en 1981. 
Il a été confié au Conservatoire national des arts et métiers (CNAM) et placé sous la double tutelle des ministères chargés de l'éducation et de la recherche. 
Premier établissement d'études supérieures dans l'agglomération cherbourgeoise, l'institut s'installe près de la plage de Collignon à Tourlaville en 1986, dans un bâtiment de l'architecte Jacques Rougerie représentant un monstre marin échoué.